# 長湖村鎮區 (明尼蘇達州沃通旺縣)
長湖村鎮區（英語：Long Lake Township）是位於美國明尼蘇達州沃通旺縣的一個行政鎮區，於1868年設立。

## 地方資料
長湖村鎮區的面積為92.43平方千米，當中陸地面積為89.13平方千米，而水域面積為3.29平方千米。根據2020年美國人口普查的數據，當地共有人口339人，而人口密度為每平方千米3.67人。